# Zjesienniony
Zjesienniony – szósty solowy album polskiego kontrabasisty jazzowego Jacka Niedzieli-Meiry
nagrany z udziałem wokalisty – Marcina Wawrzynowicza. Autorem wszystkich kompozycji jest Jacek Niedziela-Meira. CD wydany został 15 września 2011 przez wydawnictwo Confiteor.

## Lista utworów
| 1. | „Otwórzcie mi stróże anieli” (sł. Sergiusz Jesienin)              | 5:48  |
|    |                                                                   |       |
| 2. | „Jesień” (sł. Sergiusz Jesienin)                                  | 5:14  |
|    |                                                                   |       |
| 3. | „Krążą liście miedziane i złote” (sł. Sergiusz Jesienin)          | 4:12  |
|    |                                                                   |       |
| 4. | „Jesteś daleko” (sł. Jerzy Harasymowicz)                          | 4:57  |
|    |                                                                   |       |
| 5. | „Urodzaj na Ciebie” (sł. Jerzy Harasymowicz)                      | 4:00  |
|    |                                                                   |       |
| 6. | „Woda i wino” (sł. Aleksander Puszkin)                            | 4:23  |
|    |                                                                   |       |
| 7. | „Zżęte pola” (sł. Sergiusz Jesienin)                              | 5:58  |
|    |                                                                   |       |
| 8. | „Co nas wiązało” (sł. Kazimierz Przerwa-Tetmajer)                 | 6:09  |
|    |                                                                   |       |
| 9. | „Jam przeżył dawno swe pragnienia – Nokturn” (Aleksander Puszkin) | 5:15  |
|    |                                                                   |       |
|    |                                                                   | 45:56 |
|    |                                                                   |       |

## Twórcy
- Marcin Wawrzynowicz – śpiew
- Piotr Baron – saksofony, klarnet basowy
- Wojciech Niedziela – fortepian
- Jacek Niedziela-Meira – kontrabas
- Łukasz Żyta – perkusja
- Gabriel Niedziela – gitara